# Últimos emperadores
Llamamos últimos emperadores a la sucesión desordenada de emperadores en la parte occidental del Imperio desde 455 (año de la muerte del último teodosiano, Valentiniano III) hasta 476, fecha de la deposición de Rómulo Augústulo por Odoacro, rey de los hérulos. Algunos fueron proclamados por las tropas locales presentes en Italia como Mayoriano, otros (Antemio y Julio Nepote) alcanzaron el poder con la ayuda del Emperador de Oriente. La mayoría fueron títeres impuestos por Ricimero, un godo que manejó el Imperio a su gusto hasta su muerte en 472. Por otra parte, Julio Nepote fue reconocido por Odoacro en su exilio en Iliria y hay quien lo considera el último emperador, muerto en 480.

## Los diez últimos emperadores
La lista revela la inestabilidad del poder imperial a partir de 455:
- Valentiniano III (424-455), asesinado en 455; fin de la Dinastía Teodosiana en Occidente;
- Petronio Máximo (455), lapidado por el pueblo de Roma en 455 al intentar la huida de la ciudad sitiada;
- Avito (455-456), en el exilio tras su derrota en Piacenza en 456;
- interregno de 456 a 457;
- Mayoriano (457-461), ejecutado por Ricimero en 461;
- Libio Severo (461-465), fallecido por causas naturales en 465, títere a las órdenes de Ricimero;
- interregno de 465 a 467;
- Antemio (467-472), ejecutado en 472 por Ricimero;
- Olibrio (472), fallecido por causas naturales en 472;
- interregno de 472 a 473;
- Glicerio (473-474), depuesto en 474;
- Julio Nepote (474-475/480), depuesto en 475 y asesinado en 480;
- Rómulo Augústulo (475-476), depuesto en 476;

- Datos: Q3023913